# Mathilde Ade
Mathilde Ade (* 8. September 1877 als Matild Ade in Sárbogárd, Königreich Ungarn; † 7. Januar 1953 in Deutenhofen, Landkreis Dachau) war eine deutsch-ungarische Grafikerin.

## Leben
Nach einem Studium der Malerei in Budapest wurde Mathilde Ade an der Kunstgewerbeschule München ausgebildet und arbeitete danach bei den Meggendorfer-Blättern. 
1921 zog sie nach Passau, wo sie begann, sich mit Glasmalerei zu beschäftigen und 1928 ließ sie sich in der Nähe von Dachau nieder. Werke von ihr waren mehrmals in den Grafikausstellungen des Nationalsalons in Budapest zu sehen und 1934 fand eine Ausstellung ihrer Werke in Szeged statt. Sie schuf Illustrationen zu Kinderbüchern und u. a. den Kinder-Simplicissimus mit selbstverfassten Reimen. Außerdem fertigte sie über 300 Exlibris, einige als Lithografien und Radierungen, die meisten liegen aber als mechanische Reproduktionen vor.